# Leichtathletik-Weltmeisterschaften 2015/400 m der Männer

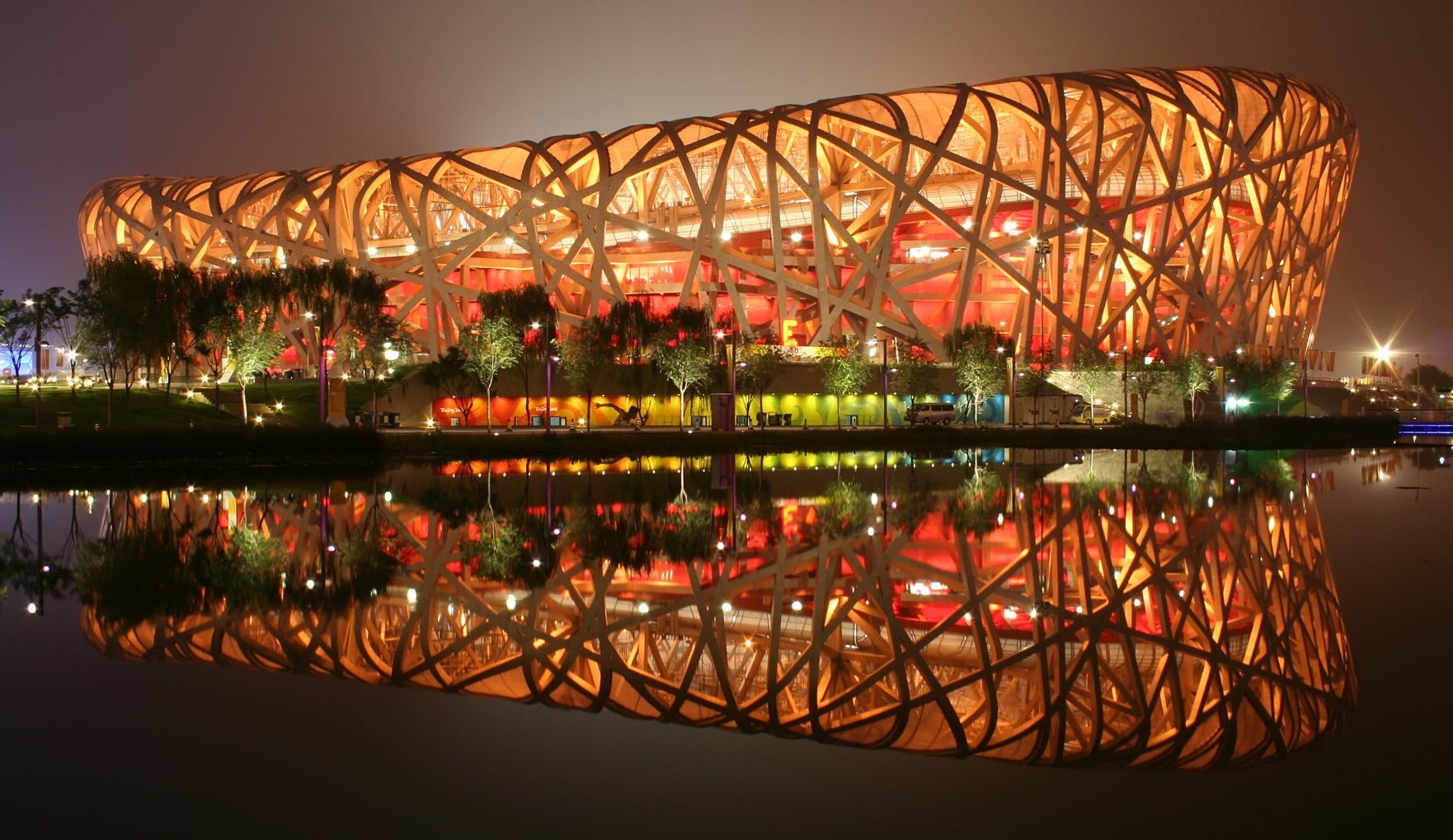
Das Nationalstadion Peking während der Weltmeisterschaften

Der 400-Meter-Lauf der Männer bei den Leichtathletik-Weltmeisterschaften 2015 fand am 23., 24. und 26. August 2015 im Nationalstadion der chinesischen Hauptstadt Peking statt.
Weltmeister wurde der Südafrikaner Wayde van Niekerk.

Rang zwei belegte der zweifache Weltmeister (2009/2013), zweifache Vizeweltmeister (2007/2011) und Olympiasieger von 2008 LaShawn Merritt, der außerdem mit der 4-mal-400-Meter-Staffel seines Landes vier WM-Goldmedaillen (2007/2009/2011/2013) und 2008 Olympiagold errungen hatte. Hier in Moskau gab es am Schlusstag das insgesamt fünfte Staffelgold für den Athleten.

Bronze ging an den Olympiasieger von 2012 und Weltmeister von 2011 Kirani James aus Grenada.

## Bestehende Rekorde
| Weltrekord               | Michael Johnson | 43,18 s | 26. August 1999 | Sevilla, Spanien       |
| Weltmeisterschaftsrekord | Michael Johnson | 43,18 s | 26. August 1999 | WM in Sevilla, Spanien |

Der bestehende WM-Rekord wurde bei diesen Weltmeisterschaften nicht eingestellt und nicht verbessert.
Es gab eine Weltjahresbestleistung, einen Kontinentalrekord und sechs Landesrekorde.
- Weltjahresbestleistung:
  - 43,48 s – Wayde van Niekerk (Südafrika), Finale
- Kontinentalrekord:
  - 43,48 s (Afrikarekord) – Wayde van Niekerk (Südafrika), Finale
- Landesrekorde:
  - 45,28 s – Luka Janežič (Slowenien), erster Vorlauf
  - 43,93 s – Rusheen McDonald (Jamaika), zweiter Vorlauf
  - 44,72 s – Liemarvin Bonevacia (Niederlande), zweiter Vorlauf
  - 45,42 s – Winston George (Guyana), sechster Vorlauf
  - 44,26 s – Luguelín Santos (Dominikanische Republik), erstes Halbfinale
  - 44,11 s – Luguelín Santos (Dominikanische Republik), Finale

## Vorläufe
Aus den sechs Vorläufen qualifizierten sich die jeweils drei Ersten jedes Laufes – hellblau unterlegt – und zusätzlich die sechs Zeitschnellsten – hellgrün unterlegt –  für das Halbfinale.

### Lauf 1

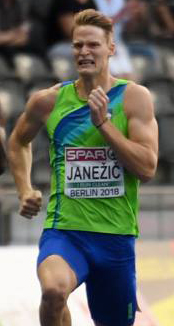
Luka Janežič – ausgeschieden als Sechster in 45,28 s
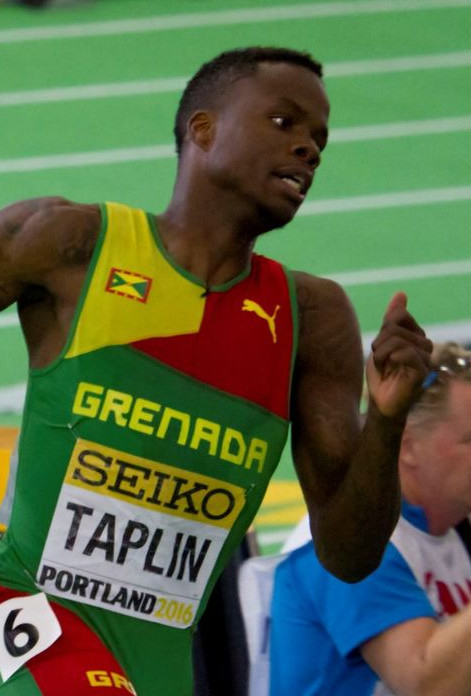
Bralon Taplin – ausgeschieden als Achter in 46,27 s

23. August 2015, 11:10 Uhr (5:10 Uhr MESZ)
| Platz | Bahn | Name            | Land                | Zeit (s) |
| ----- | ---- | --------------- | ------------------- | -------- |
| 1     | 6    | David Verburg   | USA                 | 44,43    |
| 2     | 7    | Machel Cedenio  | Trinidad und Tobago | 44,54    |
| 3     | 3    | Jonathan Borlée | Belgien             | 44,67 SB |
| 4     | 4    | Peter Matthews  | Jamaika             | 44,69 PB |
| 5     | 2    | Pawel Iwaschko  | Russland            | 45,25 PB |
| 6     | 8    | Luka Janežič    | Slowenien           | 45,28 NR |
| 7     | 5    | Alberth Bravo   | Venezuela           | 45,28    |
| 8     | 9    | Bralon Taplin   | Grenada             | 46,27    |

### Lauf 2

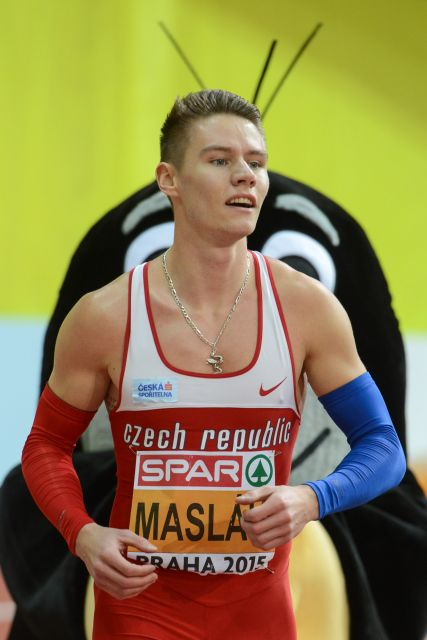
Pavel Maslák – ausgeschieden als Sechster in 45,16 s

23. August 2015, 11:18 Uhr (5:18 Uhr MESZ)
| Platz | Bahn | Name                 | Land           | Zeit (s) |
| ----- | ---- | -------------------- | -------------- | -------- |
| 1     | 5    | Youssef Masrahi      | Saudi-Arabien  | 43,93 AF |
| 2     | 3    | Rusheen McDonald     | Jamaika        | 43,93 NR |
| 3     | 8    | Isaac Makwala        | Botswana       | 44,19    |
| 4     | 5    | Martyn Rooney        | Großbritannien | 44,45 PB |
| 5     | 4    | Liemarvin Bonevacia  | Niederlande    | 44,72 NR |
| 6     | 6    | Pavel Maslák         | Tschechien     | 45,16    |
| DNS   |      | Donald Blair-Sanford | Israel         |          |

### Lauf 3

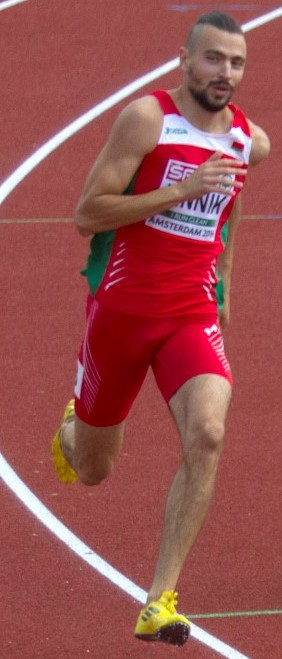
Aljaksandr Linnik – ausgeschieden als Siebter in 45,79 s

23. August 2015, 11:26 Uhr (5:26 Uhr MESZ)
| Platz | Bahn | Name              | Land                | Zeit (s) |
| ----- | ---- | ----------------- | ------------------- | -------- |
| 1     | 5    | LaShawn Merritt   | USA                 | 44,51    |
| 2     | 86   | Javon Francis     | Jamaika             | 44,83    |
| 3     | 6    | Kevin Borlée      | Belgien             | 45,01 SB |
| 4     | 2    | Michael Mathieu   | Bahamas             | 45,07    |
| 5     | 3    | Nery Brenes       | Costa Rica          | 45,08    |
| 6     | 9    | Yūzō Kanemaru     | Japan               | 45,65    |
| 7     | 4    | Aljaksandr Linnik | Belarus             | 45,79    |
| 8     | 7    | Guo Zhongze       | Volksrepublik China | 46,42    |

### Lauf 4

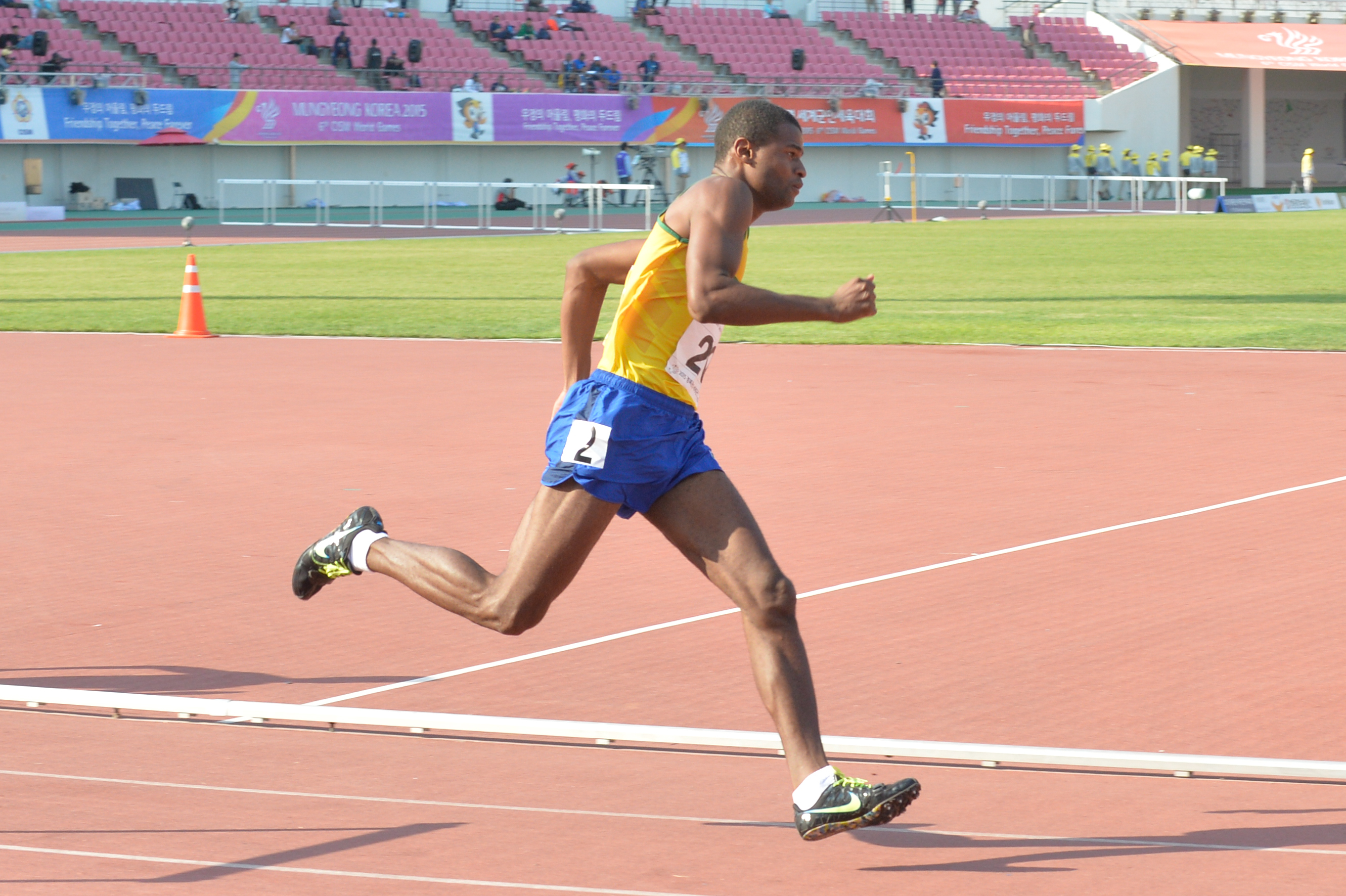
Hederson Estefani – ausgeschieden als Fünfter in 45,36 s
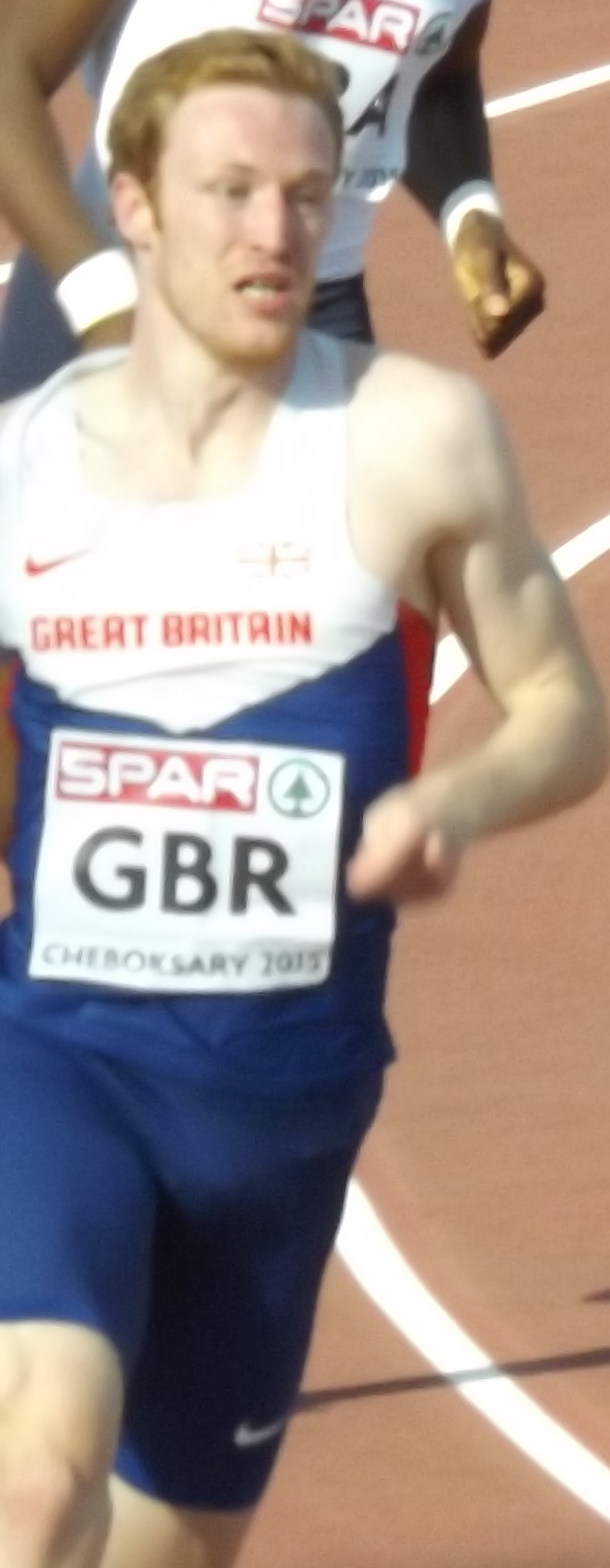
Jarryd Dunn – ausgeschieden als Sechster in 45,49 s

23. August 2015, 11:34 Uhr (5:34 Uhr MESZ)
| Platz | Bahn | Name              | Land                    | Zeit (s) |
| ----- | ---- | ----------------- | ----------------------- | -------- |
| 1     | 6    | Kirani James      | Grenada                 | 44,56    |
| 2     | 5    | Luguelín Santos   | Dominikanische Republik | 44,62    |
| 3     | 7    | Lalonde Gordon    | Trinidad und Tobago     | 44,97    |
| 4     | 8    | Onkabetse Nkobolo | Botswana                | 45,17 PB |
| 5     | 9    | Hederson Estefani | Brasilien               | 45,36 SB |
| 6     | 4    | Jarryd Dunn       | Großbritannien          | 45,49    |
| 7     | 3    | Witalij Butrym    | Ukraine                 | 45,88    |

### Lauf 5

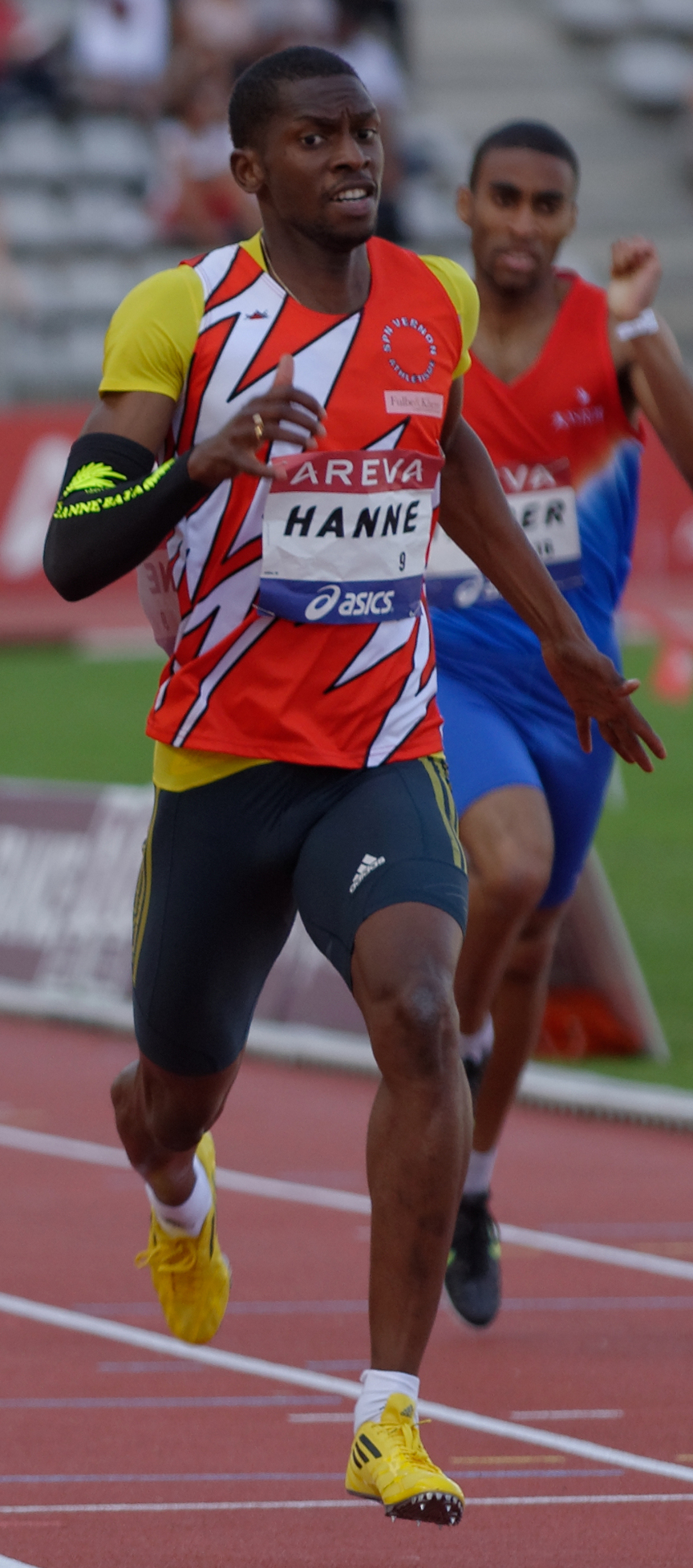
Mame-Ibra Anne – ausgeschieden als Vierter in 45,55 s

23. August 2015, 11:42 Uhr (5:42 Uhr MESZ)
| Platz | Bahn | Name                   | Land           | Zeit (s) |
| ----- | ---- | ---------------------- | -------------- | -------- |
| 1     | 7    | Rabah Yousif           | Großbritannien | 45,24    |
| 2     | 9    | Steven Gardiner        | Bahamas        | 45,26    |
| 3     | 4    | Vernon Norwood         | USA            | 45,53    |
| 4     | 2    | Mame-Ibra Anne         | Frankreich     | 45,55    |
| 5     | 8    | Abubakar Abbas         | Bahrain        | 45,64    |
| 6     | 3    | Alphas Leken Kishoyian | Kenia          | 46,02    |
| 7     | 5    | Mohamed Khouaja        | Libyen         | 46,50 SB |
| 8     | 6    | Berend Koekemoer       | Südafrika      | 46,52    |

### Lauf 6

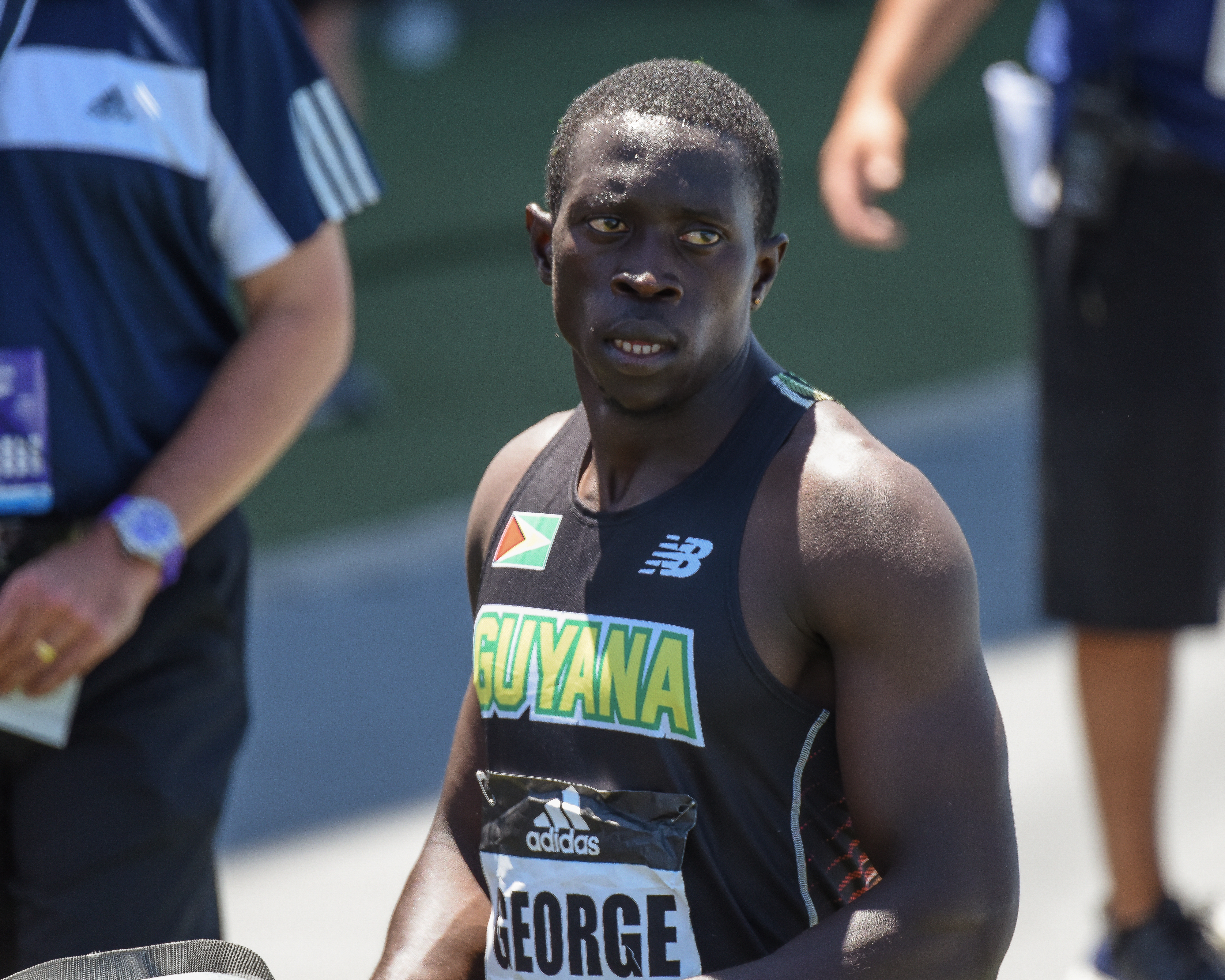
Winston George – ausgeschieden als Fünfter in 45,25 s
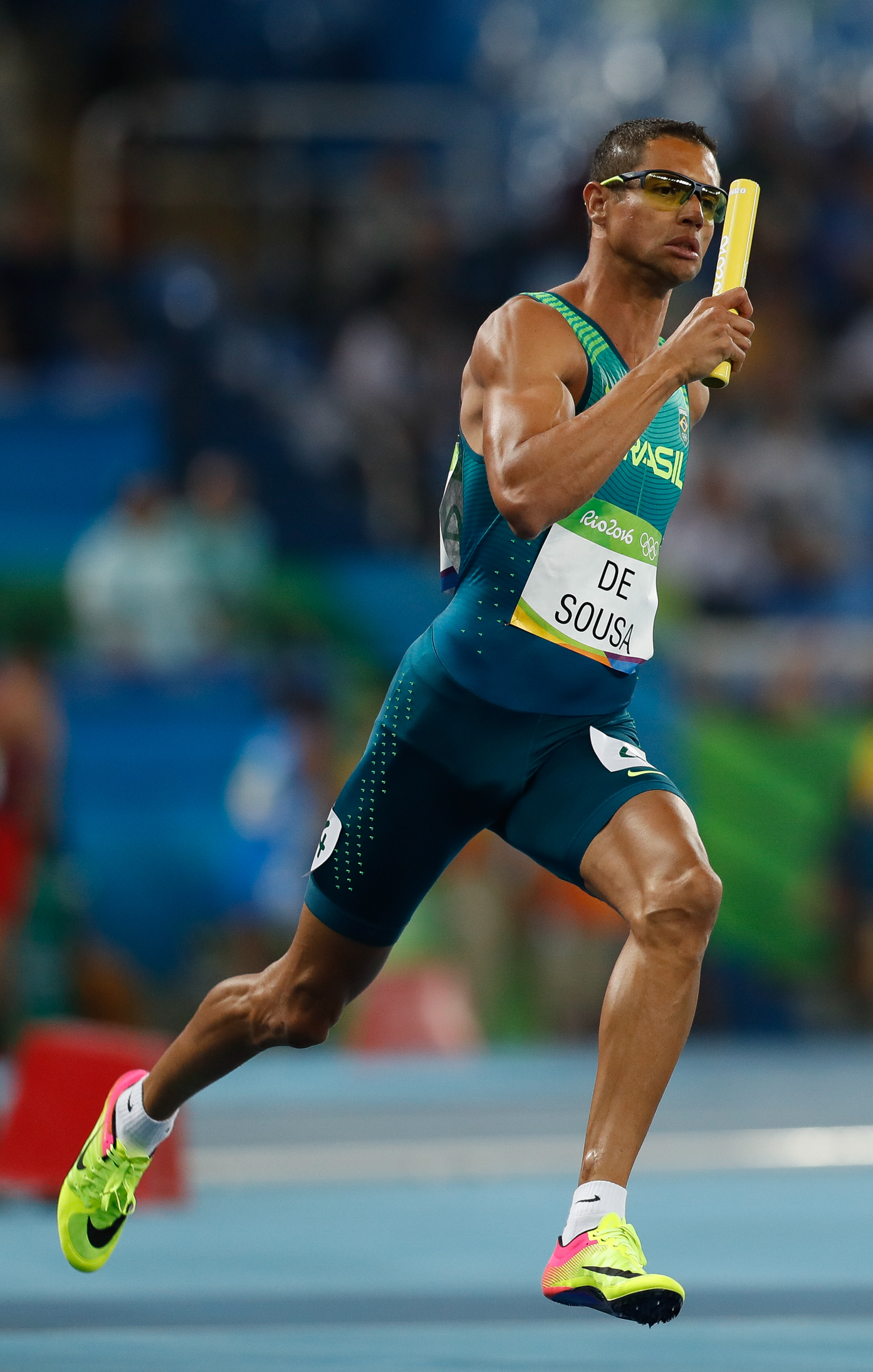
Hugo de Sousa – ausgeschieden als Sechster in 45,42 s

23. August 2015, 11:50 Uhr (5:50 Uhr MESZ)
| Platz | Bahn | Name              | Land                    | Zeit (s) |
| ----- | ---- | ----------------- | ----------------------- | -------- |
| 1     | 9    | Wayde van Niekerk | Südafrika               | 44,42    |
| 2     | 7    | Renny Quow        | Trinidad und Tobago     | 44,54 SB |
| 3     | 8    | Bryshon Nellum    | USA                     | 44,05 PB |
| 4     | 4    | Chris Brown       | Bahamas                 | 44,68    |
| 5     | 5    | Winston George    | Guyana                  | 45,25 NR |
| 6     | 3    | Hugo de Sousa     | Brasilien               | 45,42 SB |
| 7     | 7    | Gustavo Cuesta    | Dominikanische Republik | 45,59    |

## Halbfinale
23. August 2015, 11:50 Uhr (5:50 Uhr MESZ)
Aus den drei Halbfinalläufen qualifizierten sich die beiden Ersten jedes Laufes – hellblau unterlegt – und zusätzlich die beiden Zeitschnellsten – hellgrün unterlegt – für das Finale.

### Lauf 1
24. August 2015, 20:05 Uhr (14:05 Uhr MESZ)
| Platz | Bahn | Name            | Land                    | Zeit (s) |
| ----- | ---- | --------------- | ----------------------- | -------- |
| 1     | 7    | Kirani James    | Grenada                 | 44,16    |
| 2     | 6    | Luguelín Santos | Dominikanische Republik | 44,26 NR |
| 3     | 5    | David Verburg   | USA                     | 44,71    |
| 4     | 8    | Kevin Borlée    | Belgien                 | 44,74 SB |
| 5     | 4    | Renny Quow      | Trinidad und Tobago     | 44,98    |
| 6     | 9    | Vernon Norwood  | USA                     | 45,07    |
| 7     | 2    | Chris Brown     | Bahamas                 | 45,07    |
| 8     | 3    | Peter Matthews  | Jamaika                 | 45,42    |

Im ersten Halbfinale ausgeschiedene Läufer:

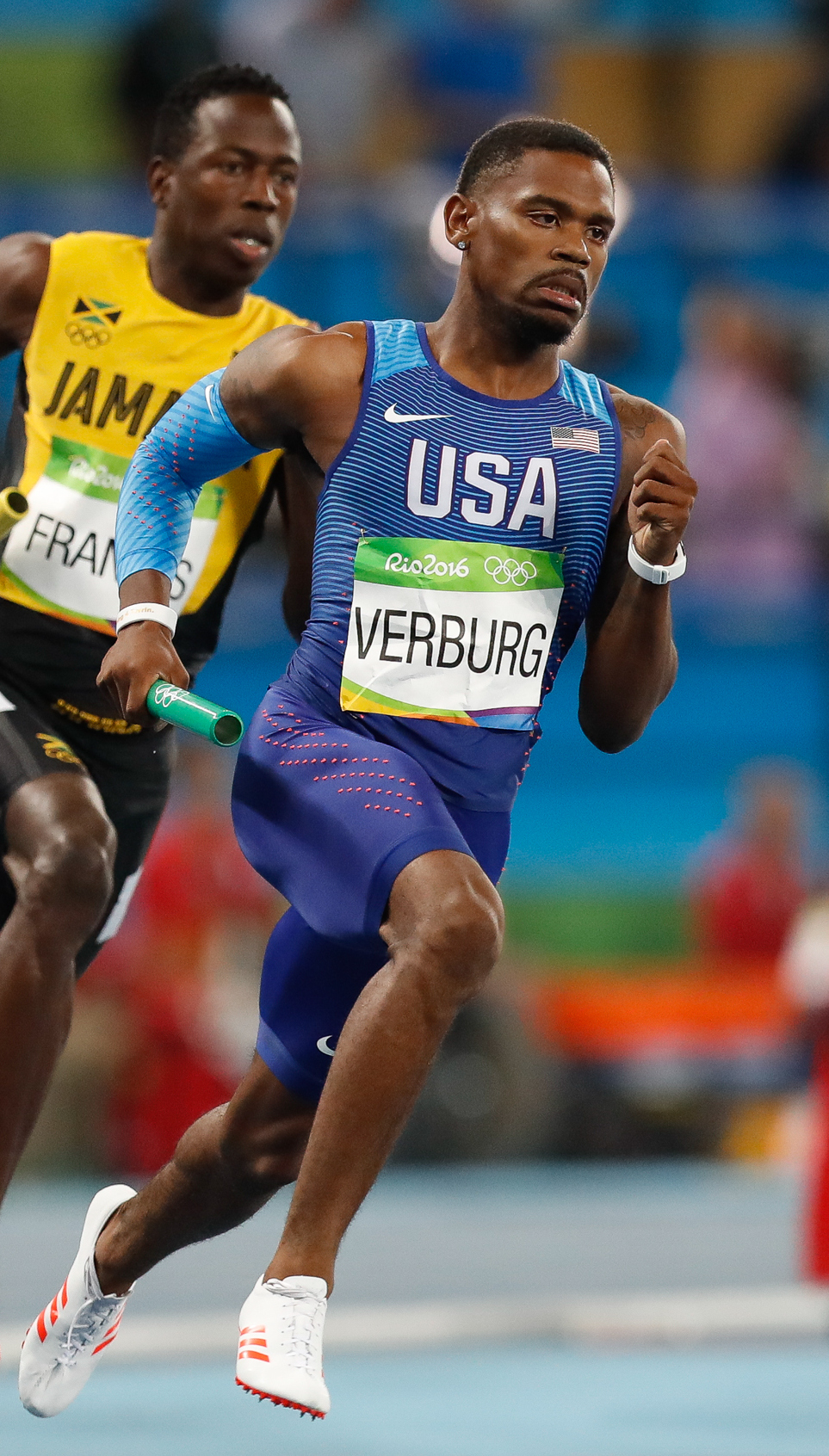
David Verburg Rang drei in 44,71 s
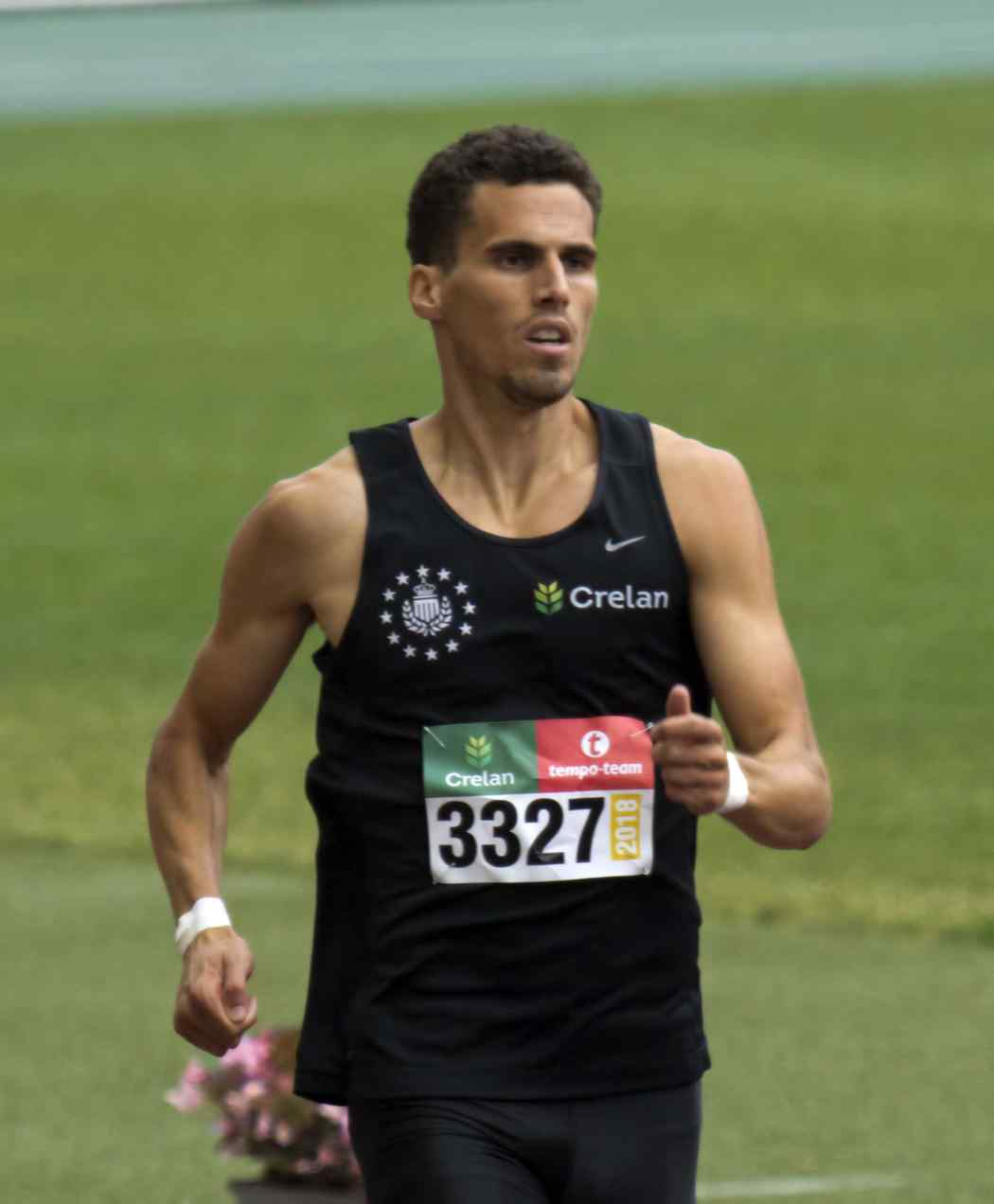
Kevin Borlée Rang vier in 44,74 s
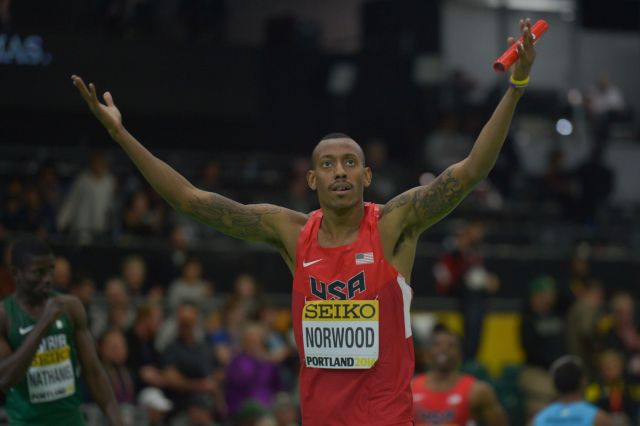
Vernon Norwood Rang sechs in 45,07 s
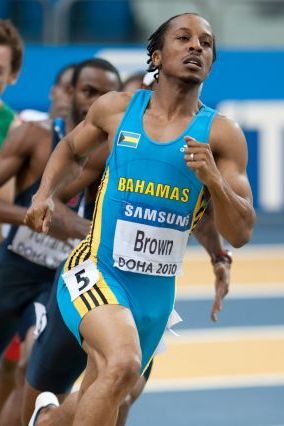
Chris Brown Rang sieben in 45,07 s

### Lauf 2
24. August 2015, 20:13 Uhr (14:13 Uhr MESZ)
| Platz | Bahn | Name             | Land                | Zeit (s) |
| ----- | ---- | ---------------- | ------------------- | -------- |
| 1     | 9    | Isaac Makwala    | Botswana            | 44,11    |
| 2     | 7    | Youssef Masrahi  | Saudi-Arabien       | 44,40    |
| 3     | 4    | Rabah Yousif     | Großbritannien      | 44,54 PB |
| 4     | 3    | Lalonde Gordon   | Trinidad und Tobago | 44,70    |
| 5     | 8    | Bryshon Nellum   | USA                 | 44,77    |
| 6     | 5    | Rusheen McDonald | Jamaika             | 44,86    |
| 7     | 6    | Steven Gardiner  | Bahamas             | 44,98    |
| 8     | 2    | Nery Brenes      | Costa Rica          | 45,41    |

Im zweiten Halbfinale ausgeschiedene Läufer:

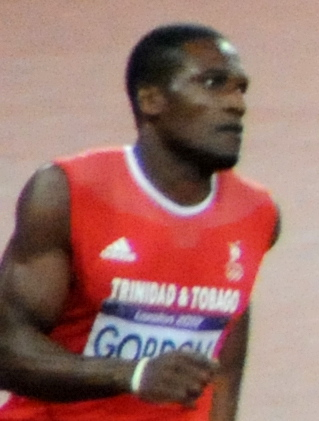
Lalonde Gordon Rang vier in 44,70 s
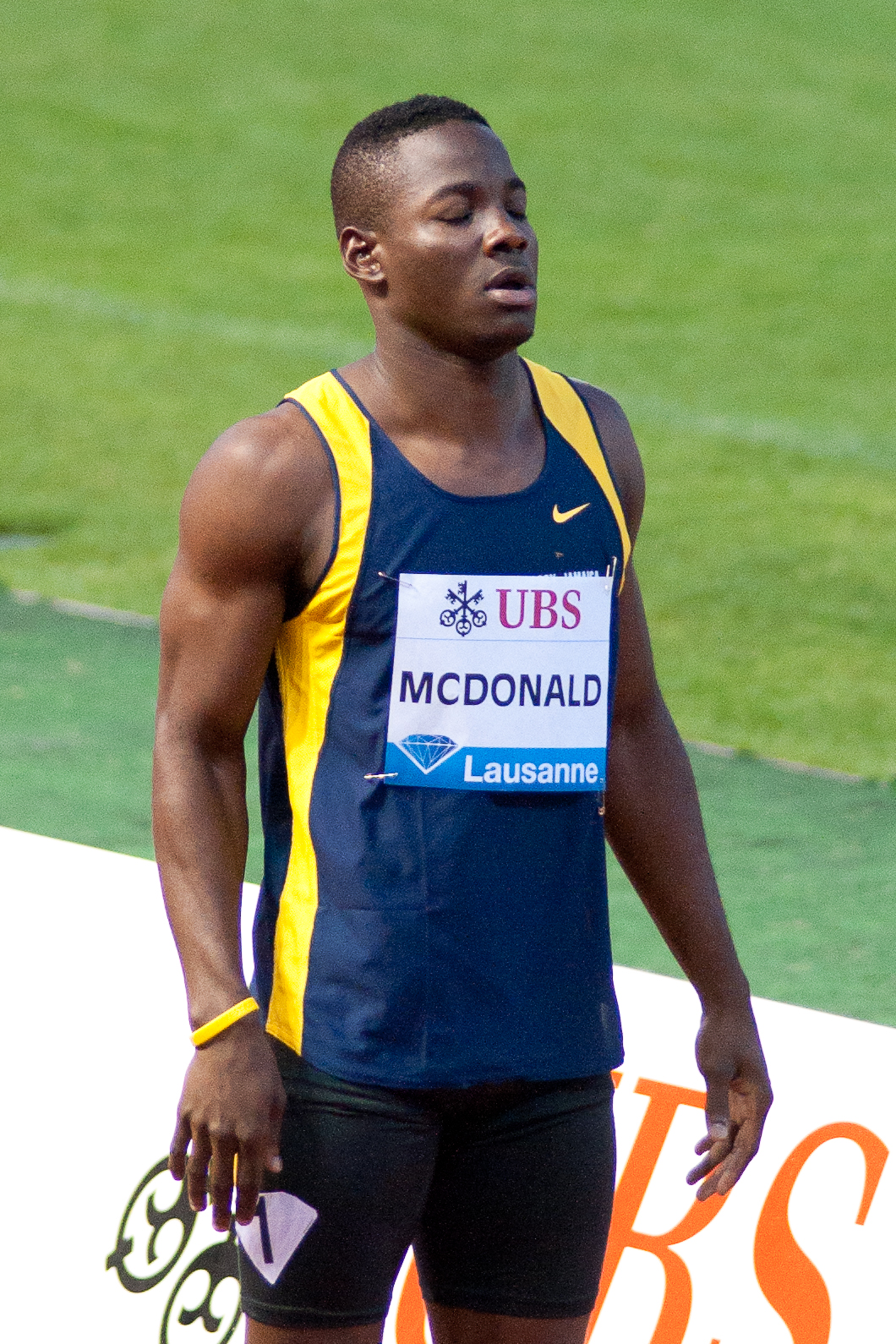
Rusheen McDonald Rang sechs in 44,86 s
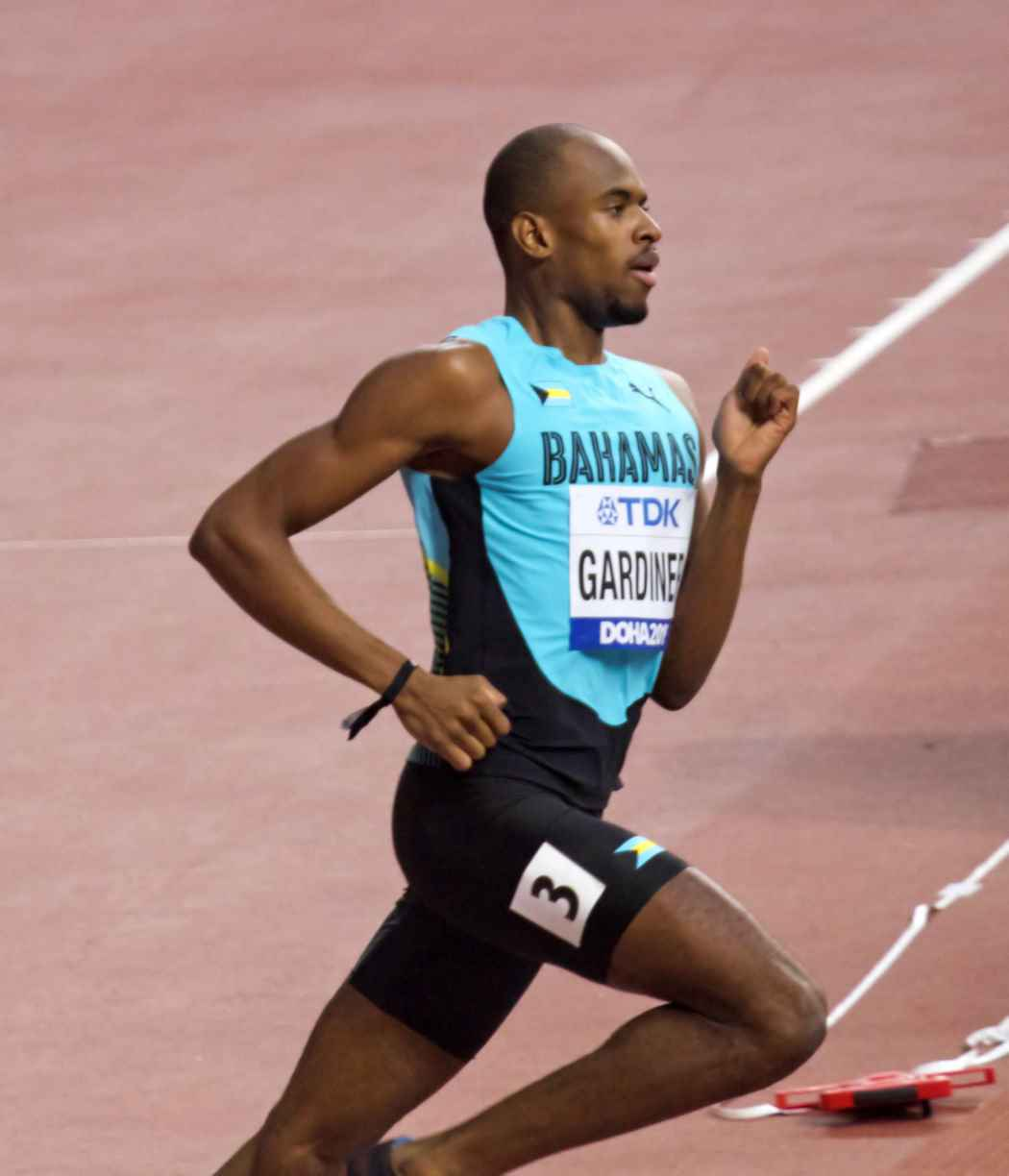
Steven Gardiner Rang sieben in 44,98 s
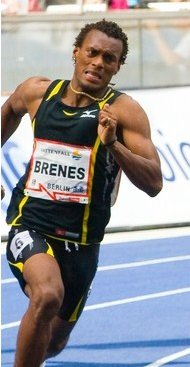
Nery Brenes Rang acht in 45,41 s

### Lauf 3
24. August 2015, 20:21 Uhr (14:21 Uhr MESZ)
| Platz | Bahn | Name                | Land                | Zeit (s) |
| ----- | ---- | ------------------- | ------------------- | -------- |
| 1     | 7    | Wayde van Niekerk   | Südafrika           | 44,31    |
| 2     | 6    | LaShawn Merritt     | USA                 | 44,34 SB |
| 3     | 5    | Machel Cedenio      | Trinidad und Tobago | 44,64    |
| 4     | 4    | Javon Francis       | Jamaika             | 44,77    |
| 5     | 9    | Jonathan Borlée     | Belgien             | 44,85    |
| 6     | 8    | Martyn Rooney       | Großbritannien      | 45,29    |
| 7     | 3    | Michael Mathieu     | Bahamas             | 45,43    |
| 8     | 2    | Liemarvin Bonevacia | Niederlande         | 45,65    |

Im dritten Halbfinale ausgeschiedene Läufer:

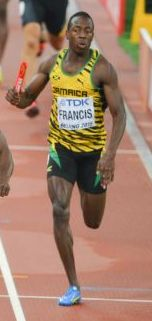
Javon Francis Rang vier in 44,77 s
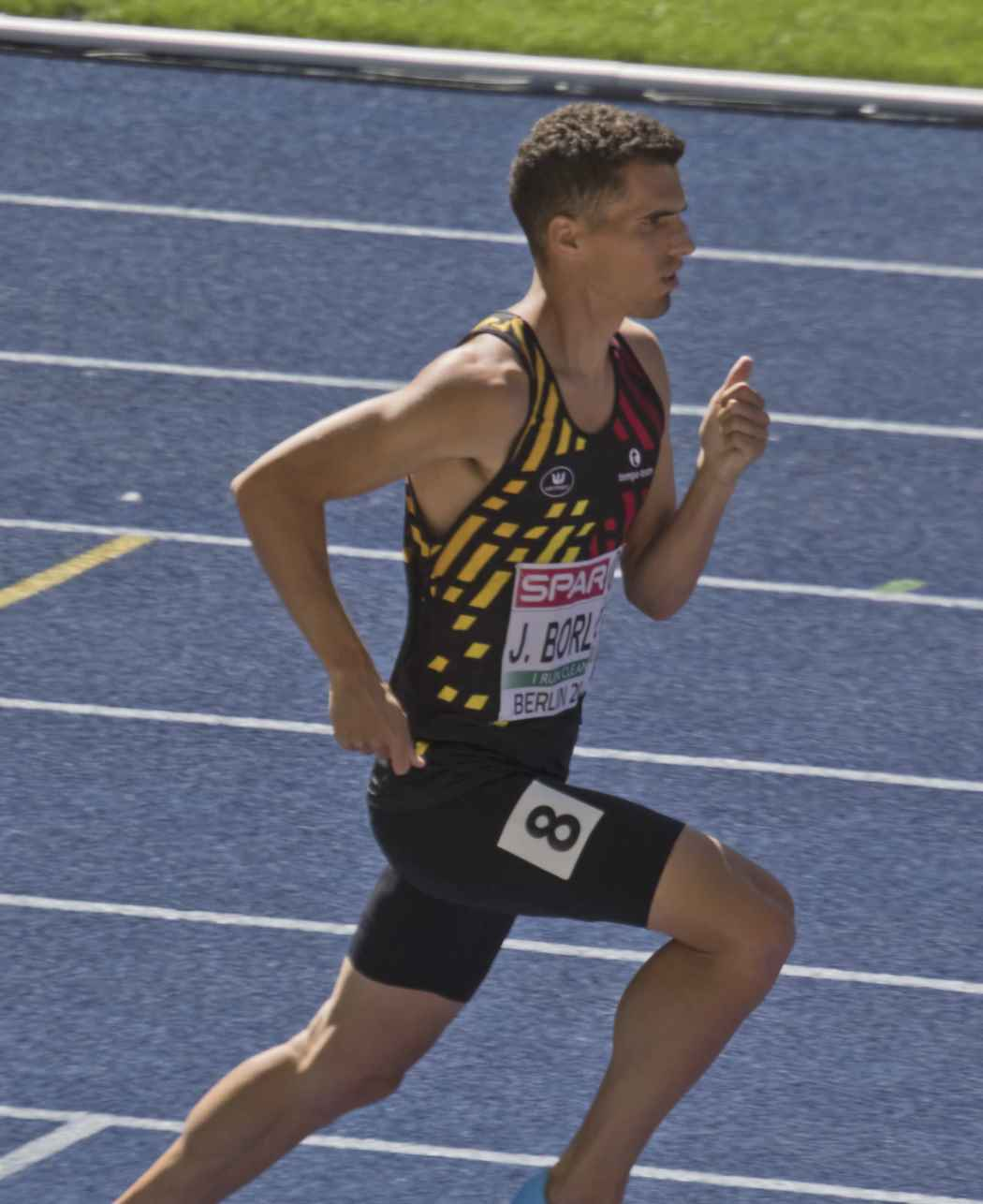
Jonathan Borlée Rang fünf in 44,85 s
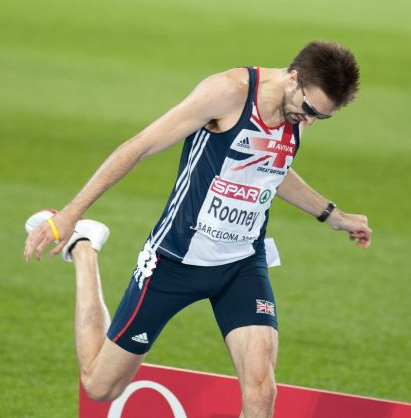
Martyn Rooney Rang sechs in 45,29 s
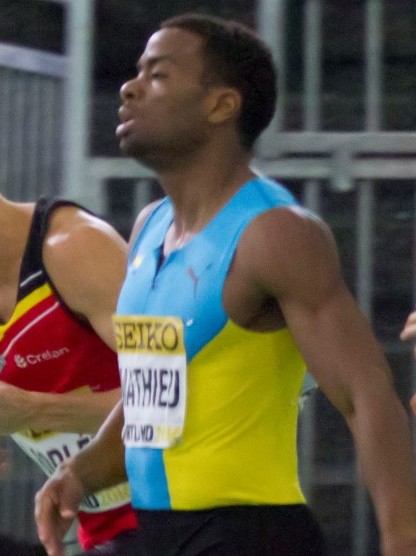
Michael Mathieu Rang sieben in 45,43 s
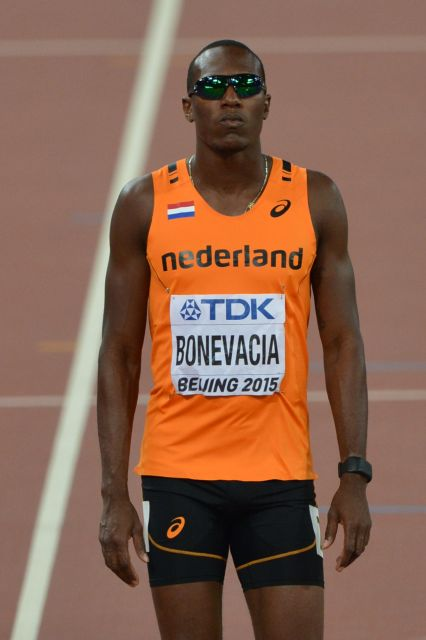
Liemarvin Bonevacia Rang acht in 45,65 s

## Finale
26. August 2015, 21:25 Uhr (15:25 Uhr MESZ)
Schon in den Semifinalläufen zeichnete sich ein hohes Niveau in dieser Disziplin ab. Für das Erreichen des Finales war eine Zeit von mindestens 44,64 s zu erbringen. Eine eindeutige Favoritenposition war bei der Leistungsdichte schwierig auszumachen. Isaac Makwala aus Botswana war mit 44,11 s schnellster Halbfinalist. Kirani James aus Grenada lag mit 44,16 s ganz nah hinter ihm. Auch der US-amerikanische Titelverteidiger LaShawn Merrit hatte mit 44,34 s gezeigt, dass mit ihm wieder zu rechnen war.

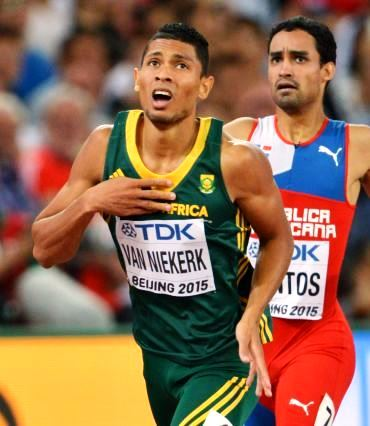
Weltmeister Wayde van Niekerk

Das Rennen begann schnell, vor allem der Südafrikaner Wayde van Niekerk, Kirani James und LaShawn Merrit legten ein hohes Tempo vor. Zu Beginn der Zielgeraden war Makwala den drei Führenden noch auf den Fersen. Doch er baute auf den letzten hundert Metern zu sehr ab, um noch ganz vorne dabei zu sein. Schließlich setzte sich Wayde van Niekerk gegen seine Konkurrenten durch und wurde in ausgezeichneten 43,68 s Weltmeister. Knapp zwei Zehntelsekunden hinter ihm kam LaShawn Merritt auf den zweiten Platz. Er hatte dreizehn Hundertstelsekunden Vorsprung vor Bronzemedaillengewinner Kirani James. Vierter wurde Luguelín Santos aus der Dominikanischen Republik, der mit 44,22 s einen neuen Landesrekord aufstellte. Es folgten Isaac Makwala und als bester Europäer der Brite Rabah Yousif auf Rang sechs.
| Platz | Bahn | Athlet            | Land                    | Zeit (s) |
| ----- | ---- | ----------------- | ----------------------- | -------- |
|       | 6    | Wayde van Niekerk | Südafrika               | 43,48 WL |
|       | 8    | LaShawn Merritt   | USA                     | 43,65 PB |
|       | 5    | Kirani James      | Grenada                 | 43,78 SB |
| 4     | 7    | Luguelín Santos   | Dominikanische Republik | 44,11 NR |
| 5     | 4    | Isaac Makwala     | Botswana                | 44,63    |
| 6     | 3    | Rabah Yousif      | Großbritannien          | 44,68    |
| 7     | 2    | Machel Cedenio    | Trinidad und Tobago     | 45,06    |
| 8     | 9    | Youssef Masrahi   | Saudi-Arabien           | 45,15    |

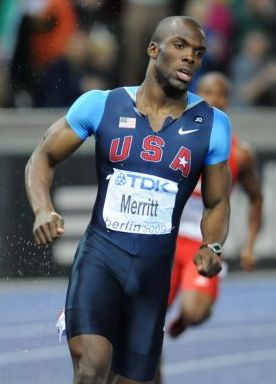
Der zweifache Weltmeister (2009/2013) LaShawn Merritt wurden zum dritten Mal nach 2007 und 2011 Vizeweltmeister
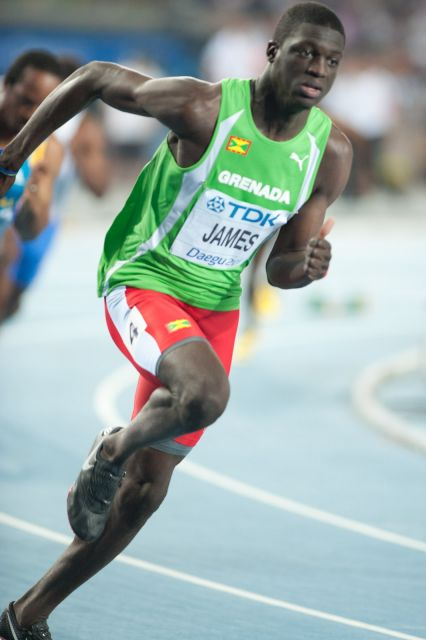
Bronzemedaillengewinner Kirani James
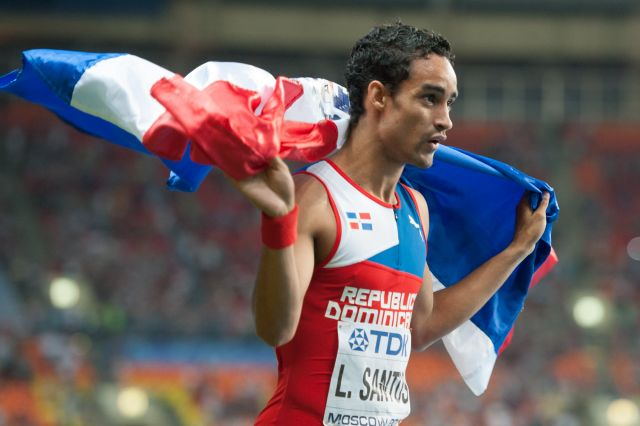
Luguelín Santos wurde Vierter
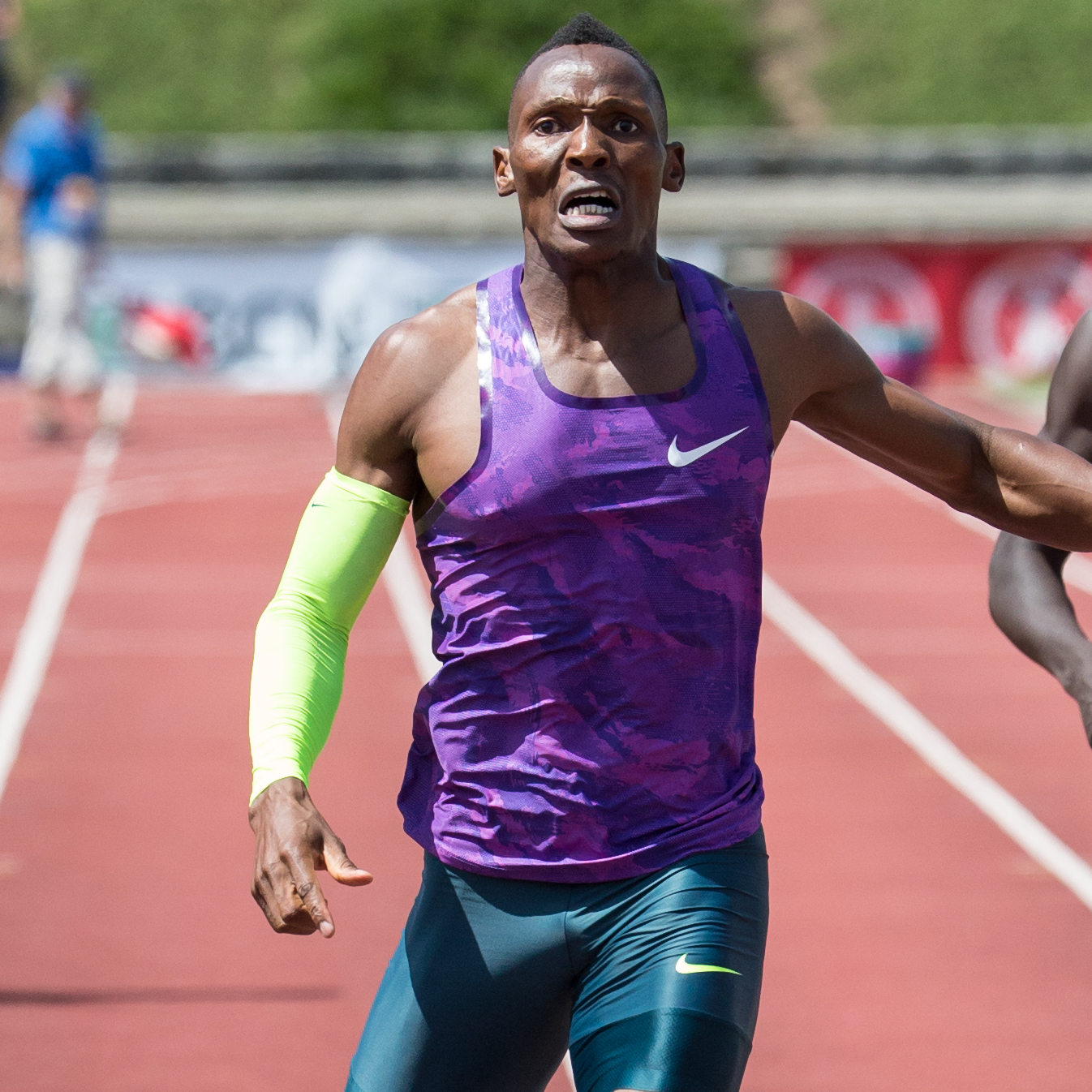
Der fünftplatzierte Isaac Makwala
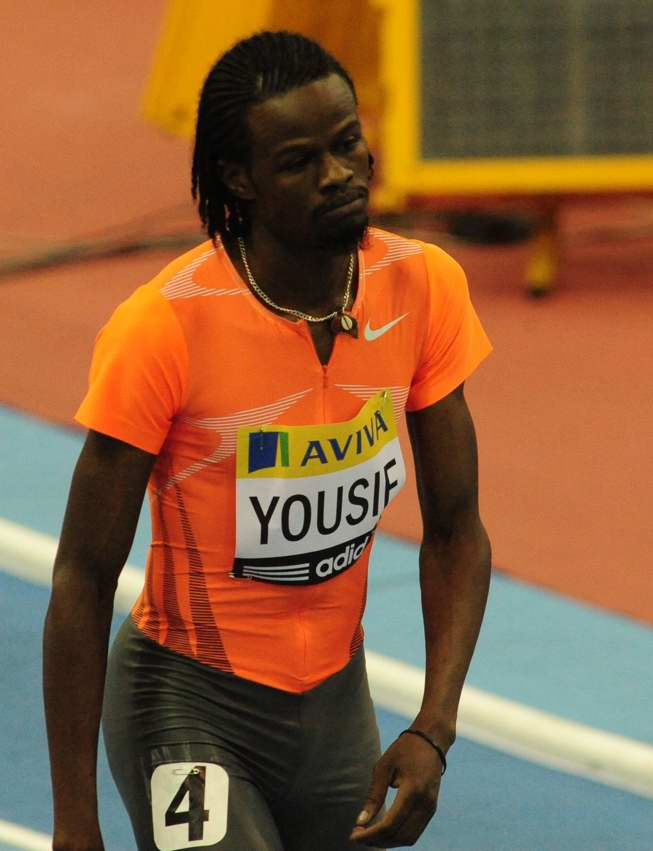
Rabah Yousif kam auf den sechsten Platz
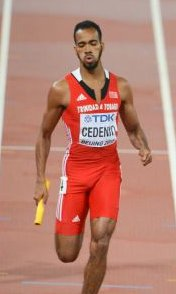
Machel Cedenio – hier beim Staffellauf – belegte Rang sieben
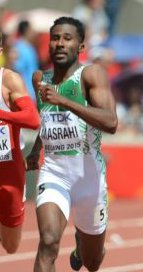
Youssef Masrahi erreichte Platz acht